# The Best Man (1999)
The Best Man (bra: Amigos Indiscretos; prt: O Padrinho) é a primeira realização do cineasta afro-americano Malcolm D. Lee, em 1999.

## Enredo
Harper Stewart (Taye Diggs) é um jovem que está a beira do sucesso já que seu livro foi selecionado para o Clube do livro da Oprah Winfrey. Mas ele passará por muitas dificuldades antes de desfrutar do sucesso.

## Elenco
- Taye Diggs — Harper Stewart
- Harold Perrineau Jr. — Julian Murch
- Jim Moody — Uncle Skeeter
- Melissa De Sousa — Shelby
- Monica Calhoun — Mia Morgan
- Morris Chestnut — Lance Sullivan
- Nia Long — Jordan Armstrong
- Regina Hall — Candy
- Sanaa Lathan — Robin
- Terrence Howard — Quentin Spivey
- Jarrod Bunch — Wayne
- Victoria Dillard — Anita